# Baluchon

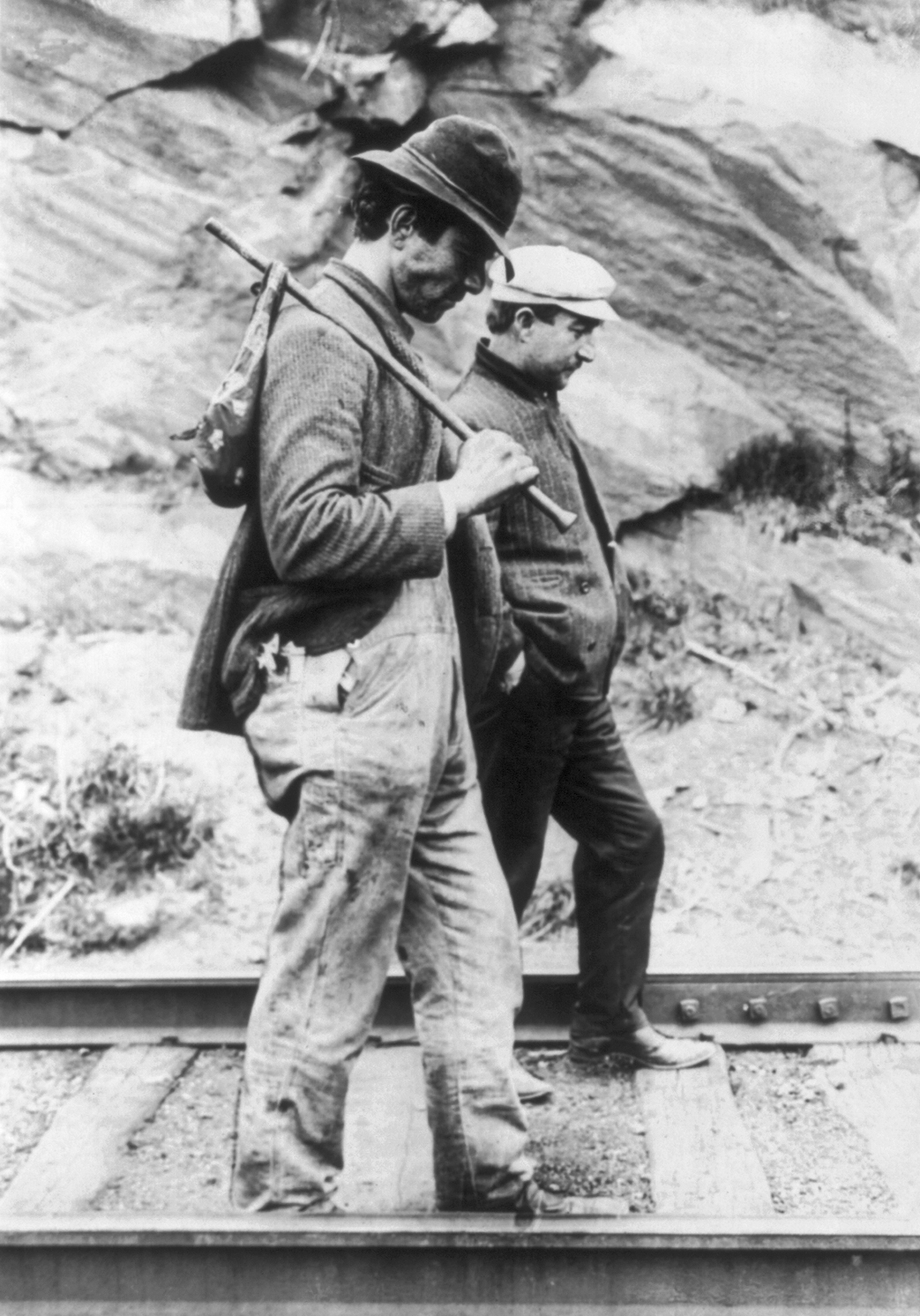
Deux vagabonds (ou hobos) marchant le long des voies ferrées après avoir été mis hors d'un train. L'un porte un baluchon.

Un baluchon est le sac, ou le dispositif de transport d'un bout de bois associé à un sac, utilisé de manière stéréotypée par la sous-culture américaine des hobos. 
Dans la culture populaire moderne, le baluchon est représenté comme un bâton avec un tissu ou une couverture attachée autour d'une extrémité pour transporter des objets, l'ensemble étant porté sur l'épaule. Cette force transférée à l'épaule, ce qui permet une prise plus durable et confortable, en particulier avec des charges lourdes. En particulier dans les dessins animés, les baluchons sont généralement représentés avec un motif à pois ou bandana. Cependant, en utilisation réelle, il peut prendre de nombreuses formes.

Motif rouge à pois blanc, traditionnellement associé avec le tissu du baluchon.

Un exemple typique de baluchon avec un motif à pois peut être vu dans l'illustration intitulée The Runaway créée par Norman Rockwell pour la couverture de l'édition du 20 septembre 1958 du Saturday Evening Post. Cette représentation conduit à la norme dans les dessins animés modernes, notamment vue lorsqu'un personnage s'enfuit.
Bien que les baluchons aient pratiquement disparu dans une utilisation réelle, ils sont encore largement considérés dans la culture populaire comme un anachronisme répandu.